# MacGyver (TV-serie, 2016)
MacGyver är en amerikansk TV-serie utvecklad av Peter M. Lenkov, och med Lucas Till i huvudrollen. Det är en remake av ABC-serien med samma namn som skapats av Lee David Zlotoff och som sändes 1985 till 1992. Serien hade premiär 23 september 2016 på CBS.
Den 17 oktober 2016 beställde CBS en hel säsong på 21 episoder. Den 23 mars 2017 förnyade CBS serien för en andra säsong, som hade premiär den 29 september 2017.

## Rollista

### Huvudroller
- Lucas Till - Angus "Mac" MacGyver
- George Eads - Jack Dalton
- Tristin Mays - Riley Davis
- Justin Hires - Wilt Bozer
- Levy Tran - Desi Nguyen
- Sandrine Holt - Patricia Thornton
- Meredith Eaton - Matilda "Matty" Webber
- Isabel Lucas - Samantha Cage

### Återkommande roller
- Tracy Spiridakos - Nikki Carpenter
- Amy Acker - Sarah Adler
- David Dastmalchian - Murdoc
- Kate Bond - Jill Morgan
- Lauren Vélez - Cassandra Glover
- Reign Edwards - Leanna Martin
- William Baldwin - Elwood Davis